# Канер, Валерий Викторович
Вале́рий Ви́кторович Ка́нер (7 сентября 1940 года, Москва — 22 июня 1999 года, там же) — советский и российский физик, поэт, бард.

## Биография
Валерий Викторович Канер родился в Москве. В 1964 году окончил физический факультет Московского государственного университета им. М. В. Ломоносова. Кандидат физико-математических наук (1979). Профессор кафедры общей физики Московской государственной геологоразведочной академии (МГРИ).
Песни начал сочинять в 1959 году, когда с первым студенческим строительным отрядом выезжал на целину. В 1960 с Валерием Миляевым придумали, сочинили и с друзьями-физиками исполнили 7 мая (с повторами в следующие годы) на ступенях физфака МГУ юмористическую студенческую оперу «Архимед».
С 1986 года много лет руководил сатиро-юмористическим коллективом «ДУЭТ» («Дом учёных — Эстрадный театр») при Московском доме учёных.
Участник пеших и водных походов по Карелии, Прибалтике, Дальнему Востоку, Сахалину.
Умер 22 июня 1999 года. Похоронен на Востряковском кладбище.

## Творчество
- «Арги-Паги» — 1968, Сахалин.
- «А всё кончается, кончается, кончается…» — 1968, Сахалин.
- «Былого не вернуть — ни доброго, ни злого…» — Романс, 1993 год.
- «Идём не в ногу, как солдаты на мосту…» — К вопросу о некоторой несправедливости пятого постулата Эвклида (стихи В. Канера, музыка С. Никитина)
- «По сугробам плавают собаки…»
- «Узкоколейка»
- «Я лежу на траве, вперив в небо глаз…»